# مادام کاملیا (فیلم ۱۹۴۷)
مادام کاملیا (ایتالیایی: La signora dalle camelie) یک فیلم موزیکال درام به کارگردانی کارمینه گالونه است که در سال ۱۹۴۷ منتشر شد. این فیلم اقتباسی از لا تراویاتا اثر جوزپه وردی است.

## بازیگران
- نلی کورادی
- کارلو لومباردی
- ماسیمو سراتو
- نریو برناردی
- تیتو گابی